# Pásztori
Pásztori is een plaats (község) en gemeente in het Hongaarse comitaat Győr-Moson-Sopron. Pásztori telt 409 inwoners (2001).